# تنگی واژن
تنگی واژن (انگلیسی: Vaginal stenosis؛ ‏ در پزشکی: اِستنوز واژینال) وضعیتی غیرطبیعی است که در آن، واژن به سبب تشکیل بافت فیبروزی، باریک‌تر و کوتاه‌تر می‌شود. تنگی واژن ممکن است منجر به ناکارآمدی جنسی و دردآمیزش شده و معاینهٔ لگن را دشوار و دردناک کند. لایهٔ پوششی درون واژن نیز ممکن است نازک‌تر و خشک‌تر شود و حاوی بافت اِسکار باشد. این وضعیت می‌تواند منجر به درد در هنگام آمیزش جنسی یا معاینه لگن شود. تنگی واژن اغلب در اثر پرتودرمانی لگن خاصره، اپیزیوتومی، یا سایر روش‌های جراحی ایجاد می‌شود. شیمی‌درمانی نیز ممکن است احتمال ایجاد تنگی واژن را افزایش دهد. تنگی واژن همچنین می‌تواند ناشی از جراحی ترمیمی دستگاه تناسلی در افراد مبتلا به هایپرپلازی مادرزادی آدرنال باشد.

## علائم و نشانه‌ها
شاخص‌های رایج وجودِ تنگی واژن شامل درد و خونریزی در طول رابطه جنسی همراه با انواع دیگر ناکارآمدی جنسی است. این عارضه ممکن است منجر به چالش‌هایی مانند دشواری در برقراری رابطه جنسی و کاهش میل جنسی شود. انواع شدید تنگی واژن ممکن است با ناتوانی کامل در برقراری رابطه جنسی همراه باشد.
آتروفی، اِسکار و آسیب به بافت واژن به دلیل تنگی واژن می‌تواند منجر به خشکی، التهاب و کاهش خاصیت کشسانی بافت واژن شود.
اثرات ماندگار تنگی واژن ممکن است علاوه بر محدودیت‌های فیزیکی، بر سلامت روانی فرد هم اثر بگذارد. علائم ممکن است به دنبال درمان نارسایی تخمدان یا پس از یائسگی بدتر شود و منجر به کاهش لزجی و تشدید نازک‌شدگی بافت واژن شود.

## علل بروز

### به دنبال پرتودرمانی
سرطان رحم، سرطان واژن، سرطان مقعد، سرطان روده بزرگ، سرطان دهانه رحم در بسیاری از مواقع با استفاده از پرتودرمانی، به ویژه رادیوتراپی با اشعهٔ خارجی و براکی‌تراپی است. تنگی واژن ناشی از تشعشع یکی از عوارض جانبی احتمالی درمان است و یکی از شایع‌ترین عوارض جانبی آن است که حدود یک سوم افرادی که تحت پرتودرمانی لگن هستند، آن را تجربه می‌کنند. تنگی ناشی از پرتودرمانی ممکن است یک واکنش دیرهنگام به درمان باشد. آسیب به بافت پوششی واژن باعث تولید کلاژن غیرطبیعی می‌شود که منجر به آتروفی، از دست دادن عضله، کاهش جریان خون، هیپوکسی و فیبروز می‌شود. رنگ‌پریدگی، چسبندگی و شکنندگی بافتی همراه با از دست دادن خاصیت ارتجاعی واژن قابل مشاهده است. همه اینها می‌توانند به ناکارآمدی جنسی منجر شوند که بیش از نیمی از بازماندگان سرطان زنان را تحت تأثیر قرار می‌دهد. برخی از افرادی که پس از پرتودرمانی دچار کاهش عملکرد تخمدان و کمبود استروژن دارند، ممکن است پوشش مخاطی نازک‌تری در واژن داشته باشند که تنگی واژن را بدتر می‌کند.

#### عوامل خطرساز
در حالی که شدت تنگی واژن تا حد زیادی به نوع پرتودرمانی دریافتی بستگی دارد، عوامل خطرساز متعددی ممکن است در ایجاد تنگی واژن نقش داشته باشند. افراد بالای ۵۰ سال مبتلا به سرطان دهانه رحم در معرض خطر بیشتری برای تنگی واژن ناشی از پرتودرمانی هستند. استعمال دخانیات نیز با خطر بیشتر تنگی واژن همراه است. همچنین ارتباط زیادی بین تنگی واژن و مسائلی که سبب رنگ‌پریدگی واژن می‌شوند، وجود دارد، یعنی هنگامی که غشاهای مخاطی داخل واژن نازک و خشک می‌شوند و منجر به التهاب و فیبروز می‌گردند.

### عمل‌های جراحی
چندین نوع روش جراحی ممکن است در بروز تنگی واژن نقش داشته باشند. اپیزیوتومی - که برش‌هایی برای کمک به زایمان طبیعی است - ممکن است منجر به باریک شدن دهانه واژن و دردآمیزش طولانی‌مدت شود: تقریباً ۱۳ درصد احتمال تجربه دردآمیزش به مدت دست کم ۶ ماه پس از انجام یک اپیزیوتومی معمولی وجود دارد. هنگامی که بافت اپیزیوتومی به درستی ترمیم و بهبود نمی‌یابد، عوارضی چون آسیب مخاط و اِسکار محتمل است، که می‌تواند به ایجاد تنگی واژن کمک کند. تنگی واژن شایع‌ترین عارضه بعد از عمل در افراد مبتلا به هایپرپلازی مادرزادی آدرنال است که در دوران نوزادی یا کودکی تحت عمل جراحی ترمیمی دستگاه تناسلی قرار می‌گیرند. تنگی واژن می‌تواند یک عارضه زودرس جراحی باشد یا ممکن است بعداً در نوجوانی ایجاد شود. علاوه بر این، در افرادی که جراحی تطبیق و بازتایید جنسیت مرد به زن انجام می‌دهند، مانند واژینوپلاستی، تنگی واژن یک عارضه شایع پس از جراحی است.

## تشخیص
در حال حاضر چندین شیوهٔ درجه‌بندی برای ارزیابی تنگی واژن وجود دارد اما هیچ‌کدام تثبیت‌شده و استاندارد نیستند. دو مقیاس درجه‌بندی رایج عبارتند از: (۱) «معیارهای اصطلاحی رایج برای رویدادهای نامطلوب» مؤسسه ملی سرطان (CTCAE) نسخهٔ ۴٫۰ و (۲) «اثرات دیرهنگام در بافت‌های عادی - نمره ذهنی، هدف، مدیریت و تحلیلی» (LENT-SOMA). روش اول تنگی واژن را بر پایهٔ سه درجه‌بندی بر اساس (الف) کوتاه شدن یا باریک شدن واژن (ب) میزان اخلال در انجام معاینه فیزیکی و (ج) تداخل آن با استفاده از تامپون یا فعالیت جنسی ارزیابی می‌کند. با این حال، این مقیاس فقط مختص آسیب‌های واژن نیست. روش درجه‌بندی LENT-SOMA برای تنگی واژن بر اساس ارزیابی علائم ذهنی، تست‌های تحلیلی و تظاهرات بالینی مشاهده‌شده‌است. این روش توسط «سازمان اروپایی تحقیقات و درمان سرطان» (EORTC) به همراه «گروه سرطان‌شناسی و پرتودرمانی» ایالات متحده آمریکا (RTOG) ابداع شده‌است.
فقدان یک شیوهٔ درجه‌بندی تثبیت‌شده به‌طور بالقوه منجر به درمان‌های نه چندان مؤثر اتساع واژن و تنگ ماندن طولانی‌مدت واژن در بیماران شده‌است. تنگی واژن اغلب با پارامترهای ذهنی/خودانگاشتی تشخیص داده می‌شود. این پارامترهای ذهنی در ترکیب با انواع مقیاس‌های درجه‌بندی موردِ استفاده، در عمل بالینی قابل پیاده‌سازی و استفاده نیست. این امر تشخیص صحیح بیماری و ایجاد یک درمان استاندارد را دشوارتر می‌کند.

## مدیریت درمان

### درمان اتساعی واژن
تنگی واژن معمولاً با روش «درمان اتساعی واژن» (VDT) درمان می‌شود، اما شواهد علمی کافی مبنی بر اثربخشی آن وجود ندارد. گشادکننده واژن دستگاه‌های صاف و استوانه‌ای شکلی هستند که باعث کشش و شل شدن بافت واژن می‌شوند. درمان گشادکننده واژن نیاز به یک روال ثابت دارد و ممکن است باعث ناراحتی فیزیکی و/یا روانی فرد شود که پایبندی به درمان را دشوارتر می‌کند. ارزیابی اثربخشی درمان اتساع واژن ممکن است دشوار باشد زیرا اندازه‌گیری و کنترل عملکرد جنسی و کیفیت زندگی فرد آسان نیست. مدت زمان بهینه درمان گشادکننده واژن و اثربخشی آن در عملکرد جنسی و پیامدهای مرتبط با سرطان نامشخص است.
علیرغم فقدان شواهد علمی قابل اعتماد، بسیاری از دستورالعمل‌ها و مقاله‌های مروری استفاده از درمان گشادکننده واژن را پس از پرتودرمانی لگن پیشنهاد می‌کنند. اعتقاد بر این است که این روش درمانی، موجب کشش بافت‌های واژن و مجرای واژن شده و منجر به رشد سلول‌های باقت پوششی و کاهش احتمالی فیبروز محیطی می‌شود. برخی از پژوهش‌ها حتی ارتباط بین «درمان اتساعی واژن» و جلوگیری از خطر تنگی شدید واژن را مطرح کرده‌اند.
مطابق برخی از پژوهش‌ها، هنگامی که مدت اتساع واژن طی «درمان اتساعی واژن» طولانی باشد، نتایج مثبتی را برای بیمار به همراه دارد. ثابت شده که استفاده از «درمان اتساعی واژن» به همراه مدیتیشن و موسیقی آرام بخش اثربخشی آن را افزایش می‌دهد، اگرچه شواهد علمی موجود برای این موضوع باکیفیت نیستند. برای افزایش احتمال موفقیت این روش درمانی و بهینه‌سازی آن، باید حمایت روانی-اجتماعی منظم و و پیگیری‌های مداوم انجام شود.

### روش‌های درمانی دیگر
پیشرفت‌های اخیر درمانی شامل استفاده موضعی از اسید هیالورونیک، لیزردرمانی و تجویز استروژن واژینال است، اما پژوهش‌های بیشتری در این زمینه مورد نیاز است. اسید هیالورونیک به درمان تنگی واژن با حفظ رطوبت برای ارتقا ترمیم بافت واژن کمک می‌کند. در حال حاضر هیچ گونه منع مصرف شناخته‌شده‌ای برای این دارو وجود ندارد و به دلیل همین بی‌خطری نسبی، معمولاً پزشکان آن را تجویز می‌کنند.
برخی پژوهش‌ها نشان داده‌اند که لیزردرمانی علائم آتروفی تناسلی را در دوران یائسگی بهبود می‌بخشد، اما در حال حاضر مطالعات زیادی در مورد تأثیر آن بر روی افراد مبتلا به تنگی واژن ناشی از رادیوتراپی وجود ندارد. یک مطالعه در سال ۲۰۲۰ بهبود طول واژن و همچنین شاخص سلامت واژن را نشان داد، اگرچه مطالعات بیشتری برای تعیین اثربخشی این روش مورد نیاز است.
مطالعات محدودی در مورد استروژن‌درمانی واژینال در افراد مبتلا به تنگی واژن ناشی از رادیوتراپی وجود دارد که دلیلش نگرانی از افزایش خطر عود تومور است. همچنین، یک پژوهش نشان داد افرادی که تحت درمان با پرتودرمانی با دوز بالا قرار می‌گیرند، احتمال کمتری برای پاسخ به درمان با استروژن دارند.

## همه‌گیرشناسی
بروز تنگی واژن ناشی به‌دنبال رادیوتراپی به شدت متغیر و از ۱٫۲٪ تا ۸۸٪ در تغییر است که دلیلش محدود بودن مطالعات پیشین به گروه‌های کوچک و همچنین پراکندگی آماری به دلایل فردی همچون نوع سرطان، سن، دوز و نحوه انجام پرتودرمانی (رادیوتراپی با اشعهٔ خارجی و براکی‌تراپی) است. علاوه بر این، علائم ممکن است تا یک سال پس از پرتودرمانی خود را نشان ندهند و کم‌کم ظرف سه سال، شدت بیشتری پیدا کنند. تنگی واژن نیز ممکن است به دلیل داغ ننگ و ناراحتی در مورد ناکارآمدی جنسی کمتر گزارش شود. میزان بروز تنگی واژن در افرادی که تحت پرتودرمانی قرار می‌گیرند ۵۰ درصد در افراد مبتلا به سرطان مخاط رحم و ۶۰ درصد در افراد مبتلا به سرطان دهانه رحم است. بروز تنگی واژن در افرادی که تحت پرتودرمانی برای سرطان مقعد یا سرطان روده بزرگ قرار می‌گیرند به‌درستی گزارش نشده‌است، اما برآورد می‌شود که تا حدود ۸۰٪ باشد.